# Rebecca Holloway
Rebecca Holloway (Nailsea, 25 agosto 1995) è una calciatrice nordirlandese, difensore del Birmingham City e della nazionale nordirlandese.

## Carriera

### Nazionale
Holloway ha iniziato ad essere convocata dalla federazione nordirlandese (IFA) nel 2012, inserita in rosa con la formazione Under-19 che affronta le qualificazioni all'Europeo di Galles 2013 ed esordendo il 20 ottobre nell'incontro vinto per 2-0 con le pari età della Polonia.
In seguito ha ricevuto diversi inviti ai ritiri della nazionale maggiore, ma i suoi studi negli Stati Uniti le hanno impedito di presenziare.
Nell'agosto 2019 è stata convocata in nazionale maggiore in occasione degli incontri di qualificazione, gruppo C, all'Europeo di Inghilterra 2022 del 30 agosto con la Norvegia (netta sconfitta per 6-0) e di quattro giorni più tardi con il Galles (pareggio per 2-2), senza tuttavia che il commissario tecnico Kenny Shiels la impiegasse. Dopo essersi allontanata dalla nazionale per concentrarsi sul suo equilibrio psicofisico, Holloway ha infine fatto il suo debutto internazionale il 9 aprile 2021, nel primo del doppio confronto ai play-off con l'Ucraina per uno dei tre posti rimasti a Euro 2022, chiamata da Shiels in sostituzione dell'infortunata Demi Vance, terzino sinistro di lungo corso e scesa in campo da titolare, giocando tutti i 90 minuti, in entrambe le partite, e festeggiando infine l'accesso alla fase finale vincendo entrambi gli incontri, prima volta a un campionato europeo femminile di calcio per l'IFA.
Confermata in rosa con le 23 giocatrici nella rosa definitiva annunciata il 27 giugno 2022, durante il torneo viene impiegata in tutti i tre incontri giocati dalla sua nazionale nel gruppo A nella prima fase eliminatoria, girone dove l'Irlanda del Nord si rivela tecnicamente inferiore alle avversarie subendo 11 reti contro una sola siglata, alla Norvegia da Julie Nelson, perdendo tutti i tre incontri e venendo così eliminata dal torneo.
Nel frattempo Holloway disputa anche le qualificazioni, nel gruppo D della zona UEFA, al Mondiale di Australia e Nuova Zelanda 2023, siglando complessivamente 3 reti nei due incontri vinti con la Macedonia del Nord.

## Palmarès

### Club
- The Women's Cup: 1

Racing Louisville: 2021